# Lyndsy Fonseca
Lyndsy Marie Fonseca (Oakland, 7 de janeiro de 1987) é uma atriz norte-americana, de ascendência portuguesa. É mais conhecida pelos papéis nas séries Desperate Housewives,  como Dylan Mayfair e Nikita, como Alex.

## Biografia
Lindsy nasceu na cidade de Oakland, na Califórnia, mas cresceu nos condados de Alameda e Moraga, nos arredores de São Francisco. Começou a ser conhecida como modelo e pelos dotes na dança, mas aos 13 anos foi descoberta por um caça-talentos. Imediatamente se mudou para Los Angeles, onde gravou um episódio-piloto da série The Young and the Restless, que protagonizaria durante três anos.
Em 2010, Lyndsy ficou na 62ª posição na lista da revista Maxim entre as 100 mulheres mais sexys do mundo. Em 2013, Fonseca ficou em 46º lugar na lista da revista FHM.

## Carreira
Entre 2007 e 2009, entra na aclamada série Desperate Housewives, como Dylan Mayfair, filha de Katherine Mayfair.
Em 2010, integrou o elenco da série Nikita como protagonista ao lado de Maggie Q. No mesmo ano, filma para o cinema Kick-Ass e The Ward, de John Carpenter.
Em 2015, participou como personagem regular da série Agent Carter, interpretando Angie, melhor amiga e vizinha de Peggy. O papel a torna parte do  Marvel Cinematic Universe, onde estão, entre outros personagens, os Vingadores e os Guardiões da Galáxia.
Em 2021, Lyndsy estrelou a série da Disney+ Turner & Hooch, um remake do filme de mesmo nome de 1989.

## Vida pessoal
Foi casada com o artista canadense Matthew Smiley entre 2009 e 2012. Atualmente, está casada com Noah Bean, seu colega de elenco em Nikita, com quem duas filhas.

## Filmografia

### Cinema
| Ano  | Título                | Papel              | Notas        |
| ---- | --------------------- | ------------------ | ------------ |
| 2006 | Intellectual Property | Jenny              |              |
| 2007 | Remember the Daze     | Dawn               | [ 10 ]       |
| 2010 | Kick-Ass              | Katie Deauxma      |              |
| 2010 | Hot Tub Time Machine  | Jenny Steadmeyer   |              |
| 2010 | The Ward              | Iris               | [ 11 ]       |
| 2011 | Fort McCoy            | Anna Gerkey        | [ 12 ]       |
| 2013 | Kick-Ass 2            | Katie Deauxma      | [ 13 ]       |
| 2015 | The Escort            | Natalie (Victoria) | [ 14 ]       |
| 2016 | Moments of Clarity    | Danielle           | [ 15 ]       |
| 2017 | Curvature             | Helen              | [ 16 ]       |
| 2023 | Spinning Gold         | Joyce Biawitz      | Pós-produção |

## Televisão
| Ano        | Obra                             | Papel                        | Nota                                                                                          |
| ---------- | -------------------------------- | ---------------------------- | --------------------------------------------------------------------------------------------- |
| 2001-2005  | The Young and the Restless       | Colleen Carlton              | 84 episódios                                                                                  |
| 2003       | Boston Public                    | Jenn Cardell                 | Quatro episódios                                                                              |
| 2004       | Malcolm in the Middle            | Olivia                       | Episódio 5x13                                                                                 |
| 2004       | NYPD Blue                        | Madison Bernstein            | br: Nova York Contra o Crime / pt: A Balada de Nova York                                      |
| 2005-2014  | How I Met Your Mother            | Penny - A Filha de Ted Mosby | br: Como Eu Conheci Sua Mãe / pt: Foi Assim Que Aconteceu                                     |
| 2005       | I Do, They Don't                 | Sandy Barber                 | Filme para a TV                                                                               |
| 2005       | Cyber Seduction: His Secret Life | Amy                          |                                                                                               |
| 2005       | Ordinary Miracles                | Sally Powell                 |                                                                                               |
| 2006       | Big Love                         | Donna                        | br: Amor Imenso 4 episódios; 2006-2007                                                        |
| 2006       | Waterfront                       | Annabelle Marks              | Cinco episódios                                                                               |
| 2006       | Scarlett                         | Kasey                        |                                                                                               |
| 2006       | Phil of the Future               | Kristy                       | br/pt: Phil do Futuro Um episódio ("Not-So-Great Great Great Grandpa")                        |
| 2007       | Close to Home                    | Jessica Conlon               | Um episódio ("Hoosier Hold 'Em")                                                              |
| 2007       | CSI: Crime Scene Investigation   | Megan Cooper                 | br: CSI: Investigação Criminal / pt: CSI: Crime Sob Investigação Um episódio ("Fallen Idols") |
| 2007       | House                            | Addie                        | Um episódio ("Resignation")                                                                   |
| 2007       | Heroes                           | April                        | Um episódio ("Four Months Later...")                                                          |
| 2007       | Desperate Housewives             | Dylan Mayfair                | pt: Donas de Casa Desesperadas Participação regular na quarta temporada                       |
| 2008       | Austin Golden Hour               | Lane                         |                                                                                               |
| 2009       | The Fish Tank                    | Jessie                       |                                                                                               |
| 2010-2013  | Nikita                           | Alex (Alexandra Udinov)      |                                                                                               |
| 2015–2016  | Agent Carter                     | Angie Martinelli             |                                                                                               |
| 2015–2016  | Grandfathered                    | Frankie                      | Episódios: "Sexy Guardian Angel", "The Sat Pack"                                              |
| 2016       | RePlay                           | Allison                      | Web série (go90); protagonista                                                                |
| 2016       | The World's Biggest Asshole      | Sarah                        | Curta para televisão                                                                          |
| 2016       | Pitch                            | Cara                         | Episódio: "Wear It"                                                                           |
| 2017       | The Haunted                      | Juno Bradley                 | Episódio piloto não-vendido (Syfy)                                                            |
| 2020, 2023 | 9-1-1: Lone Star                 | Iris Blake                   | Quatro episódios                                                                              |
| 2020       | You Can't Take My Daughter       | Amy Thompson                 | Filme para televisão                                                                          |
| 2021       | Turner & Hooch                   | Laura Turner                 | Protagonista                                                                                  |
| 2021       | Next Stop, Christmas             | Angie                        | Filme para televisão                                                                          |
| 2022       | North to Home                    | Posy                         |                                                                                               |

## Curiosidades
Lyndsy, assim como o ator David Henrie, em suas participações como filhos do protagonista no seriado How I Met Your Mother estiveram com a mesma idade durante os 9 anos de Exibição, e tudo se deve ao fato deles já terem efetuado todas as suas gravações para a série ao longo da 1ª Temporada em 2005, assim, em 2014 preservando suas idades na época (Ela com 18 e ele com 14 anos).